# Promise Land
Promise Land est un duo de disc jockeys et producteurs italiens, originaires de Milan.
Why i still love you, Bad DJ et Noise sont leurs principaux succès, respectivement classés 14e, 13e et 23e du top 100 établi par Beatport.
Le groupe signa sur de nombreux labels d'envergure internationale : Size Records, Spinnin' Records ou encore Flamingo Recordings.

## Discographie

### Singles
- 2009 : We Save Your Life [Netswork Records]
- 2009 : Last Night a Dj Saved My Life [Netswork Records]
- 2010 : You Can't Stop the Love (avec Provenzano) [Netswork Records]
- 2010 : Feel the Pushing [Netswork Records]
- 2010 : Push the Feeling On [Netswork Records]
- 2011 : Wrong [Dirty Dutch Music]
- 2011 : Heaven (avec COZi) [Netswork Records]
- 2011 : Piece of Heaven (Vocal Radio) (avec COZi) [Netswork Records]
- 2011 : Slipped Disc (avec MYNC) [Cr2 Records]
- 2011 : Endless (avec Gregori Klosman) [Flamingo Recordings]
- 2011 : Killer [Dirty Dutch Music]
- 2011 : Never Be Lonely [Subliminal]
- 2011 : Alarma (Make Your Body Sing) (avec Dimitri Vegas & Like Mike, Mitch Crown) [Smash The House]
- 2012 : Never Be Lonely [Strictly Rhythm]
- 2012 : Breaking Up (avec Chuckie, Amanda Wilson) [Dirty Dutch]
- 2013 : Gangsta [Spinnin Records]
- 2013 : Rulez [Spinnin Records]
- 2013 : Noise (avec Junior Black) [DOORN (Spinnin)]
- 2013 : Bad Dj [Size Records]
- 2014 : Vega [DOORN (Spinnin)]
- 2015 : Why I Still Love You [Size Records]
- 2015 : Alright [Flamingo Recordings]
- 2015 : Memories Will Fade (avec Yves V) [Smash The House]
- 2016 : X-Press [Doorn Records]

### Remixes
- 2009 : Fedde Le Grand, Mitch Crown - Scared Of Me feat. Mitch Crown (Promise Land & Provenzano Remix) [Flamingo Recordings]
- 2009 : The Playin' Stars - You Needed Me (Promise Land Remix) [Rise]
- 2010 : Ambush, Chuckie, Hardwell - Move It 2 The Drum (Promise Land Remix) [Dirty Dutch Music]
- 2011 : Flo Rida - Who Dat Girl (Promise Land Instrumental) [Poe Boy/Atlantic]
- 2011 : Chuckie, Gregori Klosman - Mutfakta (Promise Land Remix) [Dirty Dutch Music]
- 2011 : Dim Chris - You Found Me (feat. Amanda Wilson) (Promise Land Miami 305 Mix) [Paradise Records]
- 2011 : John Dahlback - You're In My Heart (Promise Land Remix) [Mutants]
- 2011 : DJ Bam Bam, Alex Peace - Keep Movin' (Promise Land Remix) [Big Beat]
- 2012 : Rebecca Stella - Give Me That O (Promise Land Remix) [Ultra]
- 2012 : Jeremy Carr - Just One Breath (Promise Land Remix Extended) [Delirious]
- 2012 : Swedish House Mafia - Don't You Worry Child (feat. John Martin) (Promise Land Remix) [Virgin UK]
- 2013 : Max Vangeli, AN21 - Glow (Promise Land vs. AN21 & Max Vangeli Remix) [Size Records]
- 2014 : Flatdisk - One More Chance (Promise Land Edit) [Cr2 Records]
- 2015 : Tristan Garner, Norman Doray, Errol Reid - Last Forever 2015 (Promise Land Remix) [Cr2 Mainroom]